# Sesso nero
Sesso nero è un film di Joe D'Amato uscito nel 1980, ma realizzato due anni prima.
Considerato il primo film pornografico italiano uscito nelle sale, fa parte del cosiddetto "periodo esotico-erotico", una serie di pellicole girate da Joe D'Amato a Santo Domingo. Il film fu proiettato nel 2006, in versione restaurata, alla prestigiosa Cinémathèque française, nell'ambito di un omaggio a Joe D'Amato.

## Trama
Mark ha una disfunzione alla prostata, e perciò si prepara a un'operazione, consapevole di diventare impotente. Il suo medico vorrebbe operarlo subito, ma lui decide di concedersi prima una vacanza a Santo Domingo, dove dodici anni prima aveva conosciuto Maira, la ragazza della sua vita. Giunto sull'isola, Mark ritrova i vecchi amici, ai quali chiede informazioni su Maira; nel frattempo si concede varie avventure sessuali, una delle quali con Lucia, moglie dell'amico Jack. Quando questi s'accorge del fatto, caccia di casa Mark e dopo alcuni giorni si vendica approfittando della moglie di Mark, arrivata a Santo Domingo per convincere il marito a tornare a casa e operarsi.
Intanto Mark vaga per l'isola e crede di vedere Maira riflessa in una vetrina; incontra il padre della ragazza, un vecchio stregone, che gli comunica la morte di Maira in un incidente stradale, preconizzando che resterà per sempre a Santo Domingo e morirà per la malattia. Poi gli mostra una bottiglia, asserendo che dentro vi sia l'anima di Maira e che lui la vendicherà. In un night-club Mark incontra un vecchio amico, proprietario del locale, che gli parla di misteriose cerimonie vudù che si svolgono sull'isola.
Mark, dopo varie allucinazioni, incontra davvero Maira, che non sembra affatto cambiata rispetto a dodici anni prima, quasi che per lei il tempo si fosse fermato. Maira inizia a tormentarlo, accusandolo d'averla lasciata, quindi gli dà appuntamento sulla spiaggia, dove l'umilia e lo fa soffrire, praticando un rapporto sessuale con un ragazzo di colore, mentre Mark inizia a piangere e a disperarsi. Soltanto alla fine Maira si concede anche a Mark, ma lui è ormai consapevole di diventare impotente. Alla fine del rapporto, la donna gli confessa di non essere in realtà Maira, bensì la sorella più giovane, addestrata dal padre-stregone per vendicare la figlia maggiore. Mark resta sconvolto, ma pare non capire la confessione: fugge e, in preda alla follia, si evira in riva al mare.

## Produzione
Sesso nero fu il settimo film girato a Santo Domingo da D'Amato. L'idea venne a George Eastman, che dopo aver perso tutti i soldi giocando d'azzardo propose a D'Amato di scrivere soggetto e sceneggiatura del film in un solo giorno, in cambio di un milione di lire dell'epoca. D'Amato accettò la proposta, poiché c'erano già gli attori, i tecnici e le location dei film precedenti.
Il regista dichiarò: «Quello credo fu il primissimo film che girammo a Santo Domingo, e fu molto apprezzato. Faceva parte di un discorso di ricerca, di pionierismo nel campo dell'hardcore».

## Accoglienza
Il film risultò essere la pellicola di maggiore incasso fra tutte quelle girate a Santo Domingo da D'Amato. Incassò infatti più di un miliardo di lire dell'epoca.

## Collegamenti ad altre pellicole
- Alcune sequenze del film furono inserite nella versione hard di Orgasmo nero, diretto da D'Amato nel 1980.
- In Rosso sangue, horror diretto da D'Amato nel 1981, è presente una scena in cui una ragazza guarda in televisione Sesso nero, ma con i dialoghi cambiati, come se fosse una telenovela.

## Titoli per l'estero
Il film uscì in Francia come Le sexe noir, in Spagna come Sexo negro e negli Stati Uniti come Black Sex.